# Aethaloessa floridalis
Aethaloessa floridalis is een vlinder uit de familie van de grasmotten (Crambidae), uit de onderfamilie van de Spilomelinae. De wetenschappelijke naam van deze soort is voor het eerst voorgesteld als Stenia floridalis door Philipp Christoph Zeller in een publicatie uit 1852.
De spanwijdte is ongeveer 32 millimeter.

## Verspreiding
De soort komt voor in tropisch Afrika, India, Sri Lanka, China (Hainan), Filipijnen, Maleisië, Indonesië (Java), Papoea-Nieuw-Guinea, Myanmar en Fiji.

## Waardplanten
De rupsen van Aethaloessa floridalis leven op Urticaceae-soorten.